# Kemitir
Kemitir is een bestuurslaag in het regentschap Semarang van de provincie Midden-Java, Indonesië. Kemitir telt 1502 inwoners (volkstelling 2010).